# Saxicolella nana
Espèce
Synonymes
- Saxicolella nana Engl. (préféré par NCBI)[2]
- Saxicolella nana[2]

Statut de conservation UICN

 VU D2 : Vulnérable
Saxicolella nana Engl. est une espèce de plantes à fleurs de la famille des Podostemaceae.

## Description
Petite plante aquatique annuelle, submergée, poussant sur les rochers dans le lit de la rivière inondée. La zone d'occupation de cette espèce peut être estimée à moins de 20 km2. La pollution de l'eau, les températures extrêmes et la sécheresse soudaine ont été identifiés comme les principales menaces. Elle est donc répertoriée comme vulnérable.

## Distribution
Cette espèce endémique au Sud Cameroun est connue à partir d'une seule collection dans la rivière Nyong autour de Mbalmayo.